# 2892 Філіпенко
2892 Філіпенко (2892 Filipenko) — астероїд головного поясу, відкритий 13 січня 1983 року Людмилою Карачкіною в Кримській астрофізичній обсерваторії.
Тіссеранів параметр щодо Юпітера — 3,102.